# Shazam (aplicación)
Shazam es una aplicación para telefonía móvil que incorpora un servicio que permite la identificación de música. La empresa tiene su sede en Londres y fue fundada por Chris Barton, Philip Inghelbrecht, Dhiraj Mukherjee y Avery Wang en 1999. Shazam utiliza el micrófono que llevan incorporados los teléfonos móviles para poder grabar una muestra de música que se esté reproduciendo. Una huella digital acústica se crea a partir de la muestra y se compara con una base de datos para encontrar coincidencias. Una vez hecha la relación, el usuario puede recibir información tal como el título de la canción, artista, álbum, enlaces de interés a servicios como  iTunes,  Youtube, Spotify o Groove Música, así como también sugerencias de otras canciones relacionadas.
En febrero de 2014 expertos de IT descubrieron que la versión de Shazam para Android enviaba de manera oculta datos personales a, al menos, dos portales de publicidad.
En diciembre de 2017, Shazam Entertainment Ltd. es comprada por Apple Inc.

## Historia
La compañía fue fundada en 1998 por Barton, estudiante de la Universidad de California, Berkeley, y Mukher-jee, que colaboraron juntos en una firma de consultoría de internet basada en Londres llamada Viant. Con la necesidad de tener un especialista en procesadores de señal digital eligieron a Wang, estudiante de PhD de la Universidad de Stanford. Hasta el día de hoy, Wang es el único miembro del equipo original que continúa en la compañía y es el líder científico de Shazam.
Rich Riley, uno de los creadores de Yahoo, fue introducido en la empresa como CEO en abril del 2013 para prepararla para el mercado. Riley reemplazó Andrew Fisher, de Infospace.
El primer negocio fue con Entertainment UK, parte de Woolworths, que consiguieron catalogar 1,5 millones de canciones para crear una base de datos propia. A medida que el servicio iba aumentando hasta llegar a tener una base de datos de usuarios (ID), necesitaban mantenerla al día mediante negociaciones empresariales con otras multinacionales. En 2010 la base de datos había aumentado a 8 millones de canciones.
En febrero de 2013, Shazam anunció su afiliación con la empresa musical Beatport añadiendo a su librería de música electrónica al servicio. En abril de 2013, se afilió con la exclusiva empresa Saavn, un servicio de música en línea  de transferencia continua de la India. El trato significó aproximadamente 1 millón de canciones en Lenguajes de la India a la base de datos de Shazam.
En diciembre de 2017 Shazam fue comprado por Apple.

## Implementación
Actualmente Shazam es una aplicación gratuita o de bajo coste para algunos dispositivos iPhone, iPod Touch, Android, BlackBerry, iPad, la mayoría de teléfonos Sony y Windows Phone 8. Al analizar la canción se muestran en la pantalla los datos del artista, el álbum, el título, género, sello discográfico, una imagen en miniatura de la portada del álbum, enlaces para descargar la canción desde iTunes, Google Play o Amazon MP3 store, escucharla en Spotify y, si son relevantes, vídeos sobre la canción en YouTube.
Shazam también es capaz de reconocer series y programas de televisión.
Shazam debutó el 10 de julio de 2008 para el iPhone 2.0 con el inicio de Apple's App Store. La aplicación gratuita que simplificaba el procedimiento de compra de una canción directamente enlazando a la página de iTunes si el usuario estaba conectado a una red Wi-fi. En ese momento iTunes no permitía descargar música con tan solo una red 3G. También era posible enlazar con la aplicación de Youtube si el video estaba disponible.
En 2008, Shazam estaba capacitado para reconocer música clásica.
Shazam consiguió en 2008 lanzar el sistema para Android enlazado con The Android app o Amazon's MP3 store en vez de iTunes.
Cuando iOS 3 se actualizó en julio de 2009, Shazam renovó ciertas características: marcar el reconocimiento de una canción con coordenadas de GPS, enviar las búsquedas y canciones reconocidas como postales a otros usuarios para comprar la canción a través de iTunes y la integración de Shazam con Twitter.
La aplicación se lanzó en Windows Mobile Marketplace en octubre de 2009 como una oferta freemium, con las primeras apariciones de Shazam Encore. La versión gratuita era limitada con 10 reconocimientos musicales cada mes mientras que ahora son cinco. Esta aparición ofreció popularidad de las canciones y recomendaciones. Encore apareció para iPhone en noviembre de 2009.
En diciembre de 2009 la aplicación de Shazam había sido descargada por 10 millones de usuarios en 150 ciudades distintas a través de 350 operadoras telefónicas diferentes. Un 8% de los usuarios adquirió la canción una vez el sistema había realizado la búsqueda. En enero de 2011, Apple anunció que la aplicación de Shazam se encontraba en la cuarta posición de las aplicaciones gratuitas más descargadas compitiendo con su rival SoundHound, la aplicación de pago más descargada para iPad.
GetJar, el Apple Store para Android, Blackberry y Symbian, añadió Shazam el noviembre de 2010.
En enero de 2011, Shazam y Spotify anunciaron su vínculo para iOS y Android para ayudar a los usuarios a identificar música con Shazam y escucharla a través de Spotify.eqc.
Mientras Shazam tenía vínculos con Facebook y Twitter, la integración de Facebook con Spotify no fue disponible hasta marzo de 2011. Con los usuarios amigos de Shazam podían ver que usuarios del Facebook habían mostrado su reconocimiento en la red social, escuchar las canciones y comprarlas.
Con la versión Shazam 5.0, lanzada en abril de 2012, la aplicación empezó a "escuchar" la canción mucho más rápido y llegar a identificarla con poco más de un segundo. También estuvo disponible que la aplicación reconociera programas de televisión y anuncios si estaban enlazados con Shazam.
En agosto de 2012, Shazam anunció que su servicio había estado reconociendo e identificando 5000 millones de canciones, programas de televisión y anuncios además de haber conseguido 225 millones de usuarios alrededor de 200 ciudades. Un mes después, el servicio aumentó a 250 millones de usuarios con 2 millones de estos activos cada semana.
La aplicación de Shazam fue incluida entre la Techland's 50 Best Android Applications en 2013.[cita requerida]
A partir del 2014 se puede transmitir, una vez que ya identificó la canción, y si dicha canción está en la base de datos de Deezer, la app te da la posibilidad de enviar a una lista tal y como lo hace para Spotify.

## Funcionamiento

### Inicios del servicio
Al principio, en 2002, el servicio fue lanzado en el Reino Unido conocido como "2580", como el nombre del código reducido que los consumidores marcaban desde su teléfono para obtener el reconocimiento de la canción. El móvil tenía el resultado en un formato de mensaje de texto que contenía el título de la canción y su autor una vez colgaba automáticamente después de 30 segundos. A medida que iban avanzando las innovaciones tecnológicas el mensaje iba acompañado de hipervínculos que permitían al usuario descargar la canción online.
Shazam lanzó en los Estados Unidos en la red AT&T Wireless en 2004 para que se articulase ofreciendo los servicios de Musicphone, una nueva aunque caduca compañía de San Francisco. El servicio era gratuito con a través de AT&T, sin embargo decían que llegaría a cobrarse 0.99USD para su uso en el futuro.
En 2006 se les cobraba a los usuarios £0.60 de cada llamada o tenían un servicio ilimitado por £4.50 al mes junto con un servicio online que mantenía todos los reconocimientos realizados.

### Funcionamiento actual
Shazam identifica las canciones a partir de las huellas digitales de audio basadas en el espectrograma.

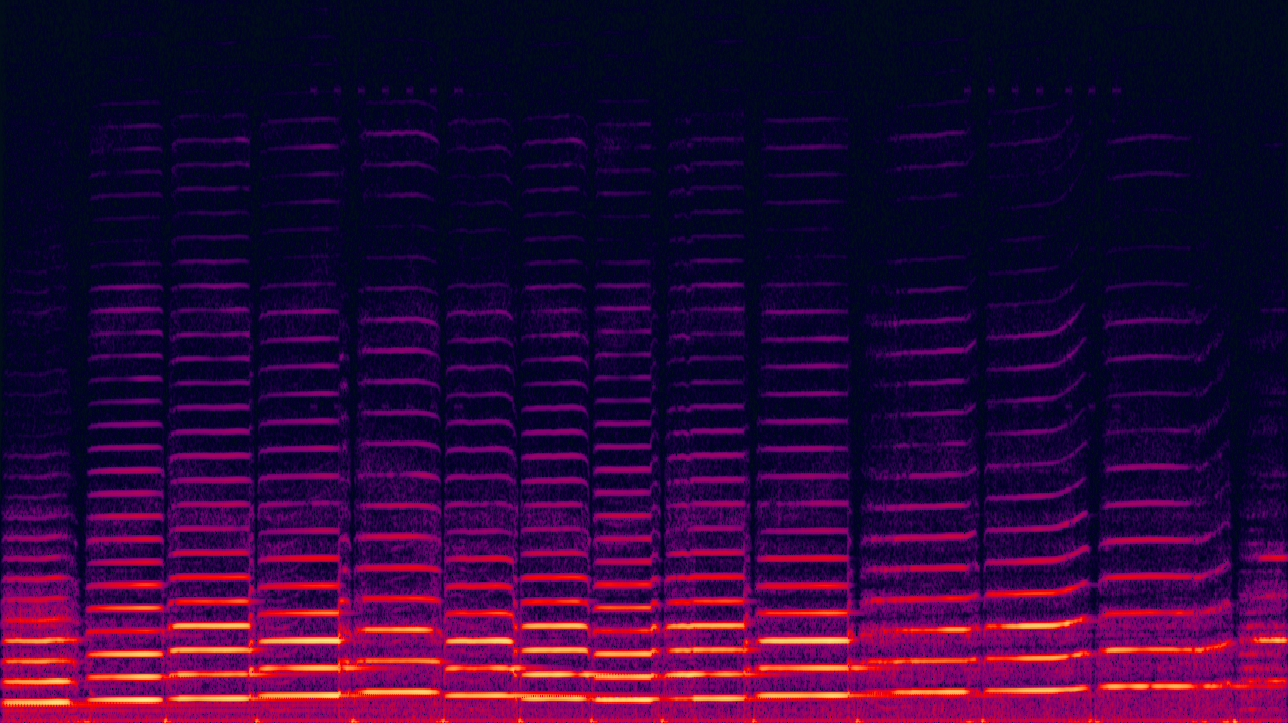
espectrograma

Shazam se compone de un catálogo de huellas digitales de audio y las cataloga en una base de datos. El usuario graba una canción que esté escuchando durante un tiempo de 10 segundos y la aplicación crea una huella digital de audio basada en algunos de los puntos de anclaje del espectrograma simplificado y la zona objetivo entre ellos, entonces por cada punto de la zona de destino, se creará un valor que será la suma de la frecuencia donde se encuentra el punto de anclaje, la frecuencia donde el punto se encuentra respecto a la zona objetivo y la diferencia de tiempo entre el momento en que el punto de la zona objetivo se encuentra de la canción y el momento en que el punto de anclaje se encuentra de la canción.
Una vez hecha la huella digital de audio ésta es enviada al servicio Shazam y este inicia la búsqueda de coincidencias en la base de datos durante 10 segundos, si se encuentra devuelve la información al usuario, en caso contrario devuelve un error.
Shazam puede identificar música pregrabada desde cualquier lugar si proviene de alguna fuente, suene en la radio, en la televisión, en el cine o en un club, que proviene un fondo musical no muy elevado que permita reconocer la huella acústica si la canción se encuentra en el software de la base de datos del sistema.

## Versiones
Shazam ofrece dos tipos de aplicaciones, una gratuita llamada Shazam y la versión de pago llamada Shazam Encore. La diferencia más relevante entre Shazam y la versión de pago es el límite máximo de búsquedas. Con Shazam, el usuario tiene cinco búsquedas gratuitas al mes. Esto significa que si un usuario busca cinco canciones en un solo día, no podrá realizar más hasta el inicio del mes siguiente aunque en 2011 Shazam eliminó la limitación de búsquedas en algunos dispositivos Android.
En Shazam Encore no hay límite de búsquedas, de forma que el usuario está autorizado para registrar todo lo que quiera, así que las diferencias entre la aplicación gratuita y Shazam Encore son la ausencia de publicidad y el número de búsquedas. En el 2012 Shazam Encore empezó a añadir carteles de publicidad cuando la búsqueda estaba relacionada con las palabras "Presented by" cuando identificaba programas de televisión. Esta aplicación ofrece facilidad para acceder con referencias en Spotify y Pandora.
Existe otra aplicación (Shazam) RED, que es igual al Shazam Encore respecto a las características y su precio (5,99 €) con la diferencia que parte del pago es destinado a donaciones para campañas de prevención del sida y el VIH en África, está aplicación solo está disponible en el App Store de iOS.Su nombre se debe a la parte del precio destinada a la Red Campaign juntamente con otras marcas como Nike, Apple, American Express, Converse, etc. La misión de la campaña es prevenir la transmisión del VIH entre madres e hijos en el 2015 gracias al Product Red bajo el nombre "Fighting for an AIDS Free Generation".
Shazam está actualmente disponible en 200 países y 30 idiomas, su base de datos crece a un ritmo de 250.000 nuevas canciones cada mes normalmente debido a la llegada a nuevos países donde se introducen las canciones.
Este servicio fue expandido el septiembre de 2012 para permitir a los usuarios del Reino Unido para identificar cualquier tipo de música, acceso a información televisiva y obtener enlaces para mostrar información online así como también añadir capacidades sociales en la red.

## Limitaciones
Shazam puede identificar la música en cualquier lugar: desde la radio, la televisión, el cine o en una tienda, la limitación la encontramos en que solo puede funcionar con música pregrabada, es decir, no puede encontrar canciones cantándolas o tarareándolas, de igual forma no podemos esperar que nos identifique ruidos.

## Aplicaciones similares
- SoundHound es una aplicación bastante similar al Shazam, antes llamada Midomi, que tiene como principales ventajas que puede visualizar la letra de las canciones que se están reproduciendo, es más barato y también tiene la opción adicional de encontrar canciones a partir de un fragmento de la letra.

- Gracenote's es un ID de música en streaming que tiene la base de datos más extensa con más de 28 millones de canciones. Es de las alternativas más parecidas a Shazam, ya que después de identificar la canción, permite comprarla en iTunes, ver el vídeo de YouTube, descubrir artistas y grupos similares, obtener información sobre cantantes, muestra las letras de las canciones y geolocaliza la canción descubierta.

- Musipedia buscador de música que funciona diferente de los otros sistemas ya que en lugar de identificar música pregrabada puede reconocer música que contenga una melodía o un ritmo.

- Play de Yahoo Music.

- Sony TrackID. (RIP 15 de septiembre de 2017)

- Stream That Song de Orange Innovation UK Ltd.

- Google Play Music.[32]

- MusicXmatch para dispositivos Android, Windows Phone y iOS y muestra las letras de las canciones, que aparecen en sincronía con la música.